# Британские Соломоновы острова
Брита́нские Соломо́новы острова́ (англ. British Solomon Islands) — колониальное владение, протекторат Британской империи, существовавший в южной и центральной частях архипелага Соломоновых островов и на близлежащих островах в 1893—1978 годах.

## Формирование
Соломоновы острова были открыты в 1568 году приплывшим из Перу испанским мореплавателем Альваро Менданья де Нейра, который удачно выменял у местных жителей золото и назвал эти острова исп. Islas Salomón, полагая, что обнаружил легендарную землю Офир, откуда в древности вывозил золото библейский царь Соломон.
Однако две последующие испанские экспедиции потерпели неудачу из-за враждебности местного населения и тропических болезней. В течение двух столетий после этого европейцев на Соломоновых островах не было вовсе: острова просто не нашли по описаниям. Вторично они были открыты независимо друг от друга англичанином Филиппом Картеретом и французом Луи-Антуаном де Бугенвилем в 1767—1768 годах и с тех пор стали регулярно посещаться экспедициями различных держав.
В марте 1893 года офицерами Королевского военно-морского флота от имени Британской империи на Соломоновых островах был объявлен протекторат (всего над 21 островом) с поднятием флага и зачитыванием соответствующей прокламации. В административном смысле Британские Соломоновы острова стали подразделением комиссариата Британские Западно-Тихоокеанские Территории.

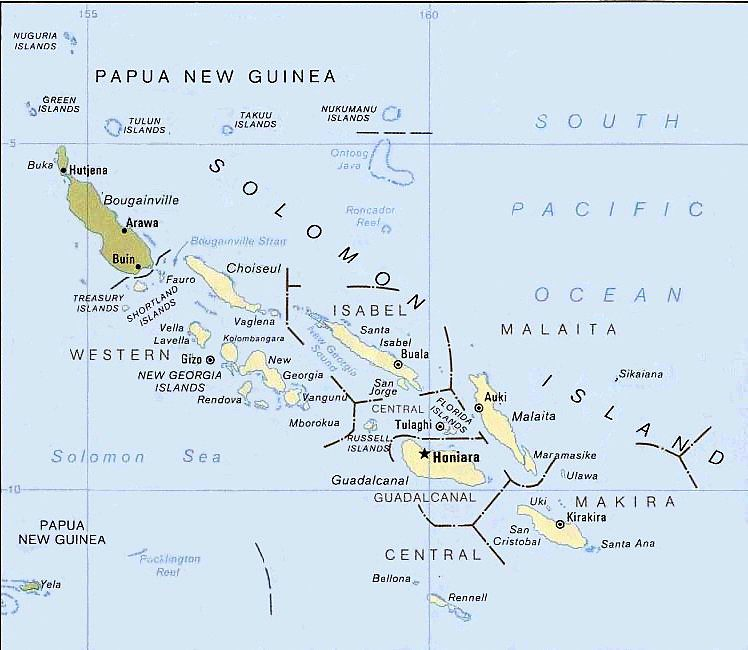
Британские Соломоновы острова (светлые) и северные Соломоновы острова (тёмные)

Острова Реннелл и Беллона, а также Стюарта были добавлены к ним в 1897 году. В следующем 1898 году протекторат был распространён и на архипелаги Санта-Крус, Риф, Дафф и острова Анута, Фатутака и др.
В 1899 году согласно Трёхсторонней конвенции, которую Великобритания подписала с Германией и Соединёнными Штатами Америки, в обмен на снятие своих претензий на Самоа ей удалось передвинуть на север (вплоть до острова Бугенвиль) линию разграничения между Британскими Соломоновыми островами и находившимися в германской юрисдикции северными Соломоновыми островами (с апреля 1885 года частью Германской Новой Гвинеи).
Таким образом в составе британского протектората оказались острова Шуазёль, Санта-Исабель, Онтонг-Джава, Шортленд и окружающие их более мелкие острова.

## История
С середины 1840-х годов на Соломоновых островах неоднократно пытались обосноваться католические и протестантские миссионеры, а с 1860-х — и первые белые торговцы. С 1870-х годов здесь расцвела массовая полупринудительная вербовка островитян для работ на плантациях Фиджи, Самоа, Новой Каледонии и Австралии. Аборигены часто проявляли враждебность и стремление к физическому уничтожению колонизаторов, поэтому освоение территории шло медленно.
В начале XX века несколько британских и австралийских компаний начали создавать на Британских Соломоновых островах плантации кокосовых пальм. За десятилетия миссионерской деятельности значимая часть островитян была обращена в христианство различных ветвей. В 1908 году острова посетил писатель Джек Лондон в ходе кругосветного путешествия на построенном по собственным чертежам судне «Снарк». Свои впечатления он позже отразил в юмористическом рассказе «Страшные Соломоновы острова».
Управление протекторатом в то время находилось в руках резидент-комиссара, резиденция которого располагалась в Тулаги. Он подчинялся верховному комиссару западной части Тихого океана на Фиджи. В 1921 году при резидент-комиссаре был образован консультативный совет из семи членов, включая трёх чиновников. Местная администрация была представлена двумя комиссарами и подчинёнными им 4 районными комиссарами. В 1931 году на Британских Соломоновых островах была проведена первая перепись населения, зафиксировавшая 94 066 жителей.
Во время Второй мировой войны часть островов была оккупирована Японской империей. В 1942—1945 годах на островах велись кровопролитные сражения между японцами и антигитлеровской коалицией (Великобритания, США, Австралия и Новая Зеландия), закончившиеся победой последней. Масштабные боевые действия сторон нанесли серьёзный ущерб экономике, по сути лишив основную массу островитян привычных источников существования и занятий.
Это, в числе прочего, дало неожиданный эффект: обслуживая по найму войска союзников (в основном, американские) и наблюдая большое количество завозимого для солдат продовольствия, аборигены стали надеяться на своё скорое освобождение и изобилие, у них развился карго-культ. Однако командование вооружённых сил США в 1944 году чётко дало понять, что по окончании боевых действий американцы уйдут, вернув власть британцам — что вызвало массовое недовольство и сопротивление.
На такой почве в первые послевоенные годы на Соломоновых островах возникло антибританское политическое движение «Маасина Руру» (в приблизительном переводе — «братская власть»), ставившее своей целью освобождение аборигенов, самоуправление и равноправие, оно объединило тысячи людей. Его члены подвергались массовым арестам и репрессиям колониальных властей. В 1951 году после серии переговоров с осуждёнными вождями движения британцы пошли на соглашение с ними и выполнение части их требований, постепенно вводя элементы местного самоуправления.

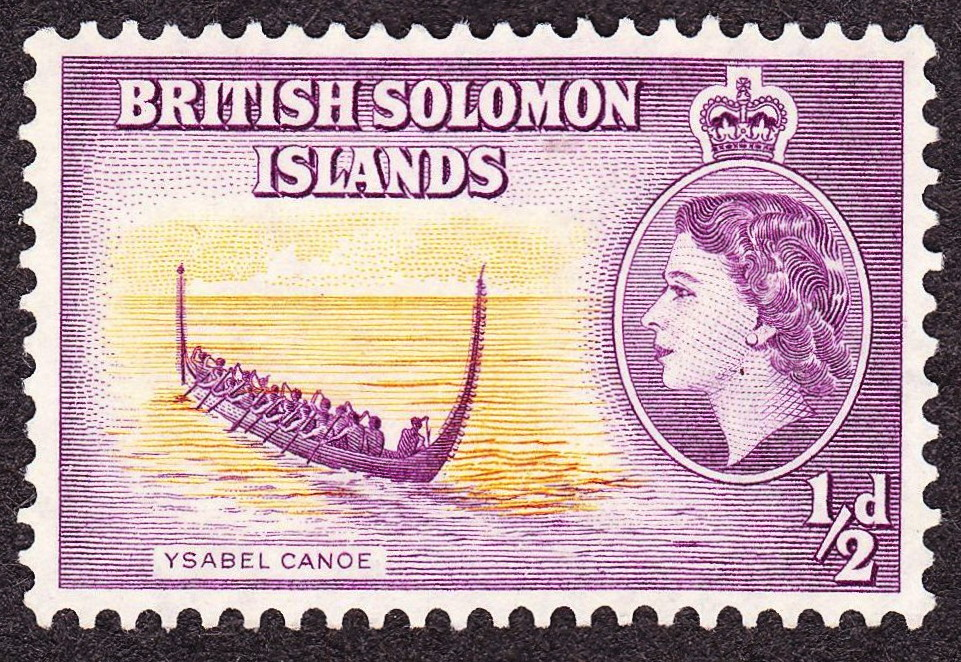
Воины острова Исабель на боевом каноэ (почтовая марка 1956 года)

## Деколонизация
За 1950-е годы на островах появилась сеть местных советов. С 1960 года они могли выдвигать выборщиков для формирования части центральных органов управления, была принята конституция. С 1967 года на Соломоновых островах стали проходить общенациональные выборы членов законодательного совета. В 1970 году была введена новая конституция, заменившая законодательный и исполнительный советы единым правительственным советом и предоставившая островитянам ограниченную автономию — появился кабинет министров.
В декабре 1970 года совет проголосовал за предоставление независимости Соломоновым островам через пять лет, в 1975 году. С 1973 года на островах укрепились первые политические партии. В 1974 году правительственный совет был преобразован в законодательную ассамблею. В июне 1975 года Британские Соломоновы острова были переименованы в Соломоновы острова и в январе 1976 года им было предоставлено самоуправление.
В октябре 1977 года вместо австралийского доллара была введена собственная валюта, доллар Соломоновых островов, а в июле 1978 года провозглашено независимое государство Соломоновы Острова и принята новая конституция. При этом государство осталось частью британского Содружества наций и по-прежнему возглавляется королем Великобритании.